# Agostino Apollonio
Agostino Apollonio  (né à Sant'Angelo in Vado dans les Marches) est un peintre italien de la Renaissance qui fut actif au début du XVIe siècle (début des années 1530).

## Biographie
Agostino Apollonio a aidé son oncle Luzio Dolci et a vécu à Castel Durante (aujourd'hui Urbania). 